# Amir Abrashi
Amir Malush Abrashi (Bischofszell, 27 de março de 1990) é um futebolista profissional albanês que atua como volante, atualmente defende o Grasshopper.

## Carreira
Amir Abrashi fez parte do elenco da Seleção Suíça de Futebol da Olimpíadas de 2012.